# Otostigmus caraibicus
Otostigmus caraibicus är en mångfotingart som beskrevs av Kraepelin 1903. Otostigmus caraibicus ingår i släktet Otostigmus och familjen Scolopendridae. Inga underarter finns listade i Catalogue of Life.